# Turnipax oechslerorum
Turnipax oechslerorum är en utdöd fågel i familjen springhöns inom ordningen vadarfåglar. Den beskrevs 2009 utifrån fossila lämningar från oligocen funna i Tyskland.